# Bolesław Brzeziński
Bolesław Brzeziński (ur. 29 sierpnia 1924 w Nowym Strachocinie, zm. 25 grudnia 1988 w Warszawie) – polski malarz i pisarz.

## Życiorys
W latach 1947–1953 studiował na Wydziale Malarstwa Akademii Sztuk Pięknych w Warszawie, jednocześnie w okresie 1948–1951 uczęszczał na historię sztuki na Uniwersytecie Warszawskim. W okresie odwilży był inicjatorem odnowy kulturalnej oraz współzałożycielem pisma „Po prostu”. Wystawiał swoje prace w galeriach związanych z tygodnikami: „Po prostu” (1957), „Nowa Kultura” (1959) oraz „Współczesność” (1961). W latach 1960–1965 publikował na łamach „Współczesności” eseje z pogranicza literatury i teorii malarstwa. Był malarzem, historykiem sztuki, publicystą kulturalnym oraz ilustratorem. Autor surrealistycznych opowiadań i sztuki teatralnej, związany z Teatrem na Tarczyńskiej, prowadzonym przez Mirona Białoszewskiego. Twórczość Bolesława zalicza się do formacji Arsenału.
Pochowany na Cmentarzu Komunalnym Północnym w Warszawie.

## Ważniejsze wystawy
Salon „Po prostu”, Warszawa, 1957, Salon „Nowej Kultury”, Warszawa, 1959, Salon „Współczesności”, Warszawa, 1961, BWA, Wrocław, Łódź, Radom, 1961, Galeria ZPAP, 1968, 1973, Galeria „Na Pięknej”, Warszawa, 1971, 1976, 1981, Galeria DAP, Warszawa, 1984, Gaga Galeria, Warszawa, 2006.